# Losang Jamcan

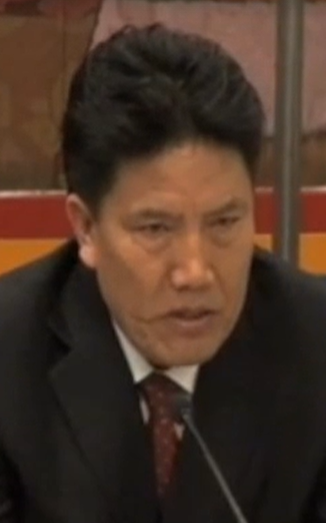
Losang Jamcan (2012)

Losang Jamcan, auch Losang Gyaltsen (tibetisch: བློ་ བཟང་ རྒྱལ་, chinesisch: 洛桑, geboren im Juli 1957 in Zhag’yab, Chamdo) ist ein ethnischer tibetischer Politiker in der Volksrepublik China. Er ist Vorsitzender des Ständigen Ausschusses des Volkskongresses des Autonomen Gebiets Tibet und ehemaliger Vorsitzender (Gouverneur) des Autonomen Gebiets Tibet sowie ehemaliger Bürgermeister der tibetischen Hauptstadt Lhasa.

## Leben
Losang Jamcan wurde im Bezirk Zhag’yab in der Präfektur Chamdo in Osttibet geboren. Von Dezember 1971 bis Februar 1976 besuchte er die Tibetische Nationalitäten-Hochschule in Xianyang (Provinz Shaanxi) und studierte Literatur. Nach seinem Abschluss arbeitete er zehn Jahre lang als Ausbilder und Beamter der Kommunistischen Jugendliga an der Universität.
Im Dezember 1986 kehrte Losang Jamcan in seine Heimat Tibet zurück, wo er Sekretär der Kommunistischen Jugendliga der autonomen Region war. Von 1992 bis 1995 war er stellvertretender Chef der Kommunistischen Partei und Kommissar der Präfektur Nagqu in Nordtibet. Im Juni 1995 wurde er als stellvertretender Parteichef in die tibetische Hauptstadt Lhasa versetzt. Im Mai 1996 wurde er zum Bürgermeister von Lhasa ernannt. Von 2001 bis 2004 arbeitete er für die Zentrale Parteischule der Kommunistischen Partei Chinas.
Im Januar 2003 wurde Losang Jamcan zum stellvertretenden Vorsitzenden der Autonomen Region Tibet und im Mai 2010 zum Vorsitzenden ernannt. Am 29. Januar 2013 wurde er vom Regionalen Volkskongress zum Vorsitzenden Tibets gewählt. Er folgte auf Padma Choling, der Vorsitzender des ständigen Ausschusses des Kongresses wurde. Als regionaler Vorsitzender untersteht er Chen Quanguo, dem Chef der Kommunistischen Partei und obersten Beamten Tibets. Am 15. Januar 2017 wurde er zum Präsidenten des Ständigen Ausschusses des Volkskongresses des Autonomen Gebiets Tibet gewählt.
Losang Jamcan war Mitglied des 18. und 19. Zentralkomitees der Kommunistischen Partei Chinas.